# 선데이문
선데이문(Sunday Moon)은 대한민국의 음악 그룹이다. 2018년 싱글 앨범 [Million Miles]로 데뷔했다.

## 음반
- Million Miles (2018)
- Eleven (2018)
- Mirror (2018)
- City Lights (2018)
- Somebody (2018)
- Golden (2021)